# Hel-Volhard-Zelinski halogenacija
Hel-Volhard-Zelinski halogenacija je reakcija halogenacije karboksilnih kiselina na α ugljeniku. Reakcija je dobila ime po trojici hemičara, nemačkim hemičarima Karl Magnus von Hel (1849–1926) i Jakob Volhard (1834–1910), i ruskom hemičaru Nikolaj Zelinski (1861–1953).

## Šema
Za razliku od drugih halogenacija, ova reakcija se odvija u odsustvu nosača halogena. Reakcija se inicira adicijom katalitičke količine 3, nakon čega se doda jedan molarni ekvivalent 2. 

## Literatura
1. ↑  Carl Magnus von Hell (1881). „Ueber eine neue Bromirungsmethode organischer Säuren”. Berichte. 14: 891—893. doi:10.1002/cber.188101401187.
2. ↑  Jacob Volhard (1887). „Ueber Darstellung α-bromirter Säuren”. Annalen der Chemie. 242: 141—163. doi:10.1002/jlac.18872420107.
3. ↑  Nikolay Zelinsky (1887). „Ueber eine bequeme Darstellungsweise von α-Brompropionsäureester”. Berichte. 20: 2026—2026. doi:10.1002/cber.188702001452.
4. ↑  Allen C. F., Kalm M. J. (1963). „2-Methylenedodecanoic Acid”. Org. Synth.; Coll. Vol., 4, стр. 616